# طبقة المياه العوجا-الزرقاء الجوفية

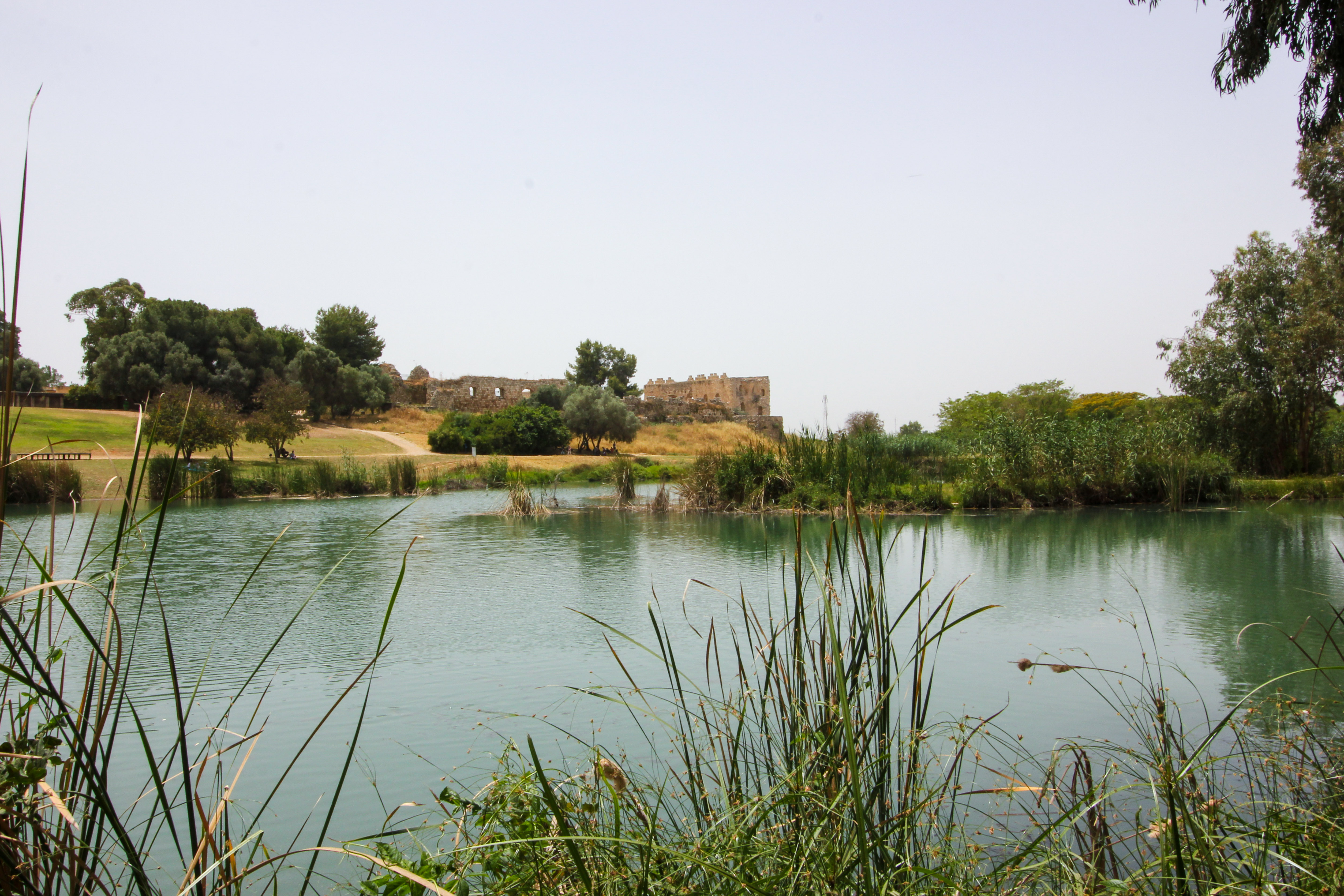
ينابيع ياركون أفك – موقع تراثي معترف به من مجلس حفظ المواقع التراثية

طبقة المياه العوجا-الزرقاء الجوفية أو طبقة المياه ياركون - تانينيم الجوفية، والمعروفة أيضًا باسم طبقة المياه الجوفية الجبلية الغربية لإسرائيل / فلسطين، هي الجزء الغربي والأكبر من طبقة المياه الجوفية الجبلية، والتي تحتوي أيضًا على طبقات المياه الجوفية الشرقية والشمالية الشرقية (الجبلية) الأصغر. الحوض الجبلي والحوض الساحلي هما الخزانات الجوفية الرئيسية المشتركة بين إسرائيل في حدود ما قبل عام 1967، وفلسطين (الضفة الغربية وقطاع غزة). لقد كان الخزان الرئيس طويل الأمد لنظام المياه الإسرائيلي.
إنها طبقة المياه الجوفية من الحجر الجيري، تقع تحت سفوح التلال في وسط البلاد. تستخدمها إسرائيل بمقدار 340 مليون متر مكعب من المياه كل عام وفلسطين بمعدل يقارب 20 مليون متر مكعب في السنة، وهو معدل لم يتغير منذ الأيام التي كانت فيها الضفة الغربية تحت الحكم الأردني. تنحدر طبقة المياه الجوفية إلى البحر الأبيض المتوسط، بدءًا من الجنوب وتهبط باتجاه الشمال الغربي لإسرائيل. تتغذى المياه من جبال الضفة الغربية وتنتهي عند ينابيع نهر العوجا في أنتيباتريس وينابيع الزرقاء في السهل الساحلي للبحر الأبيض المتوسط.
وضع صموئيل ماندل نموذج إضافة طبقة المياه الجوفية في منطقة بئر السبع إلى المصادر المباشرة لينابيع العرجا في عام 1961 ومنذ ذلك الحين تناقض مع العمل المنشور في عام 2001.

## مشكلة التملح
يواجه الخزان الجوفي مشكلة عملية التملح التدريجي، المستمدة من وجود مسطح مائي ملحي بمستوى ملوحة قريب من مستوى البحر الأبيض المتوسط ويقع عند الحافة الشمالية الغربية للخزان الجوفي. المياه العذبة والمياه المالحة على اتصال مباشر، مع عدم وجود تشكيلات صخرية تفصل بينهما، مع وجود منطقة انتقالية رقيقة نسبيًا متداخلة بين جسم الماء العذب من جسم الماء المالح تحته.

## روابط خارجية
- السياسة المائية الإسرائيلية وأثرها في الضفة الغربية "دراسة في الجغرافيا السياسية – دراسة، جـامعة النجـاح الـوطنية